# Bae Suzy
Bae Suzy (* 10. Oktober 1994 in Gwangju) ist eine südkoreanische Popsängerin, Schauspielerin und war ein Mitglied der Girlgroup miss A.

## Karriere
2009 nahm Suzy an der Casting-Show Superstar K teil und schaffte die ersten Runden, schied jedoch später aus. Allerdings wurde ein Talentsucher von JYP Entertainment auf sie aufmerksam und wurde ein Trainee der Agentur.

### miss A
Im Juli 2010 gründete JYP Entertainment die Girlgroup miss A mit Suzy und den drei weiteren Mitgliedern Wang Fei Fei, Meng Jia und Lee Min-young. Bae Suzy war das „Nesthäkchen“ der Gruppe. Ihr erstes Album, A Class, erschien am 18. Juli 2011. Die Gruppe war vor allem in Südkorea und der Volksrepublik China erfolgreich und löste sich 2017 auf.

### Weitere Aktivitäten
Suzy moderierte in Südkorea einige Musiksendungen, unter anderem von 2010 bis 2011 MBC Music Core. 2011 gab sie ihr Schauspieldebüt in dem KBS-Drama Dream High.
Zusammen mit sieben weiteren Popstars ist Suzy reguläres Mitglied der KBS-Reality-Sendung Invincible Youth 2. Die Ausstrahlung begann am 12. November 2011.
2012 spielte sie eine Hauptrolle in dem Liebesfilm Architecture 101. Für ihre Leistung wurde sie mit dem Paeksang Arts Award in der Kategorie Beste Nachwuchsdarstellerin ausgezeichnet.
2019 spielte sie eine der Hauptrollen in dem Katastrophenfilm Ashfall.

## Filmografie

### Filme
- 2012: Architecture 101 als Yang Seo-yeon (jung)
- 2015: The Sound of a Flower als Jin Chae-seon
- 2017: Real als Freundin von Song Yoo-hwa
- 2019: Ashfall als Choi Ji-young
- 2024: Wonderland als Koo Jeong-in

### Fernsehdramen
- 2011: Dream High als Go Hye-mi
- 2012: Big als Jang Ma-ri
- 2013: Gu Family Book als Dam Yeo-wool
- 2016: Uncontrollably Fond als Noh Eul
- 2017: While You Were Sleeping als Nam Hong-joo
- 2019: Vagabond als Go Hae-ri
- 2020: Start-Up als Seo Dal-mi
- 2023: Doona! als Lee Doo-na

## Auszeichnungen
- KBS Drama Awards 2011
  - Beste Nachwuchsdarstellerin für Dream High[3]
  - Bestes Paar für Dream High[3]

- Paeksang Arts Awards 2012
  - Beste Nachwuchsdarstellerin für Architecture 101[4]

- Asia Artist Awards 2017
  - Asia Star Award für While You Were Sleeping[5]
- SBS Drama Awards 2017
  - Top Excellence in Acting (Wed-Thurs Drama), Female für While You Were Sleeping[6]
  - Best Couple für While You Were Sleeping (mit Lee Jong-suk)[6]